# رژیم غذایی و طول عمر
رابطه بین رژیم غذایی و طول عمر شامل مطالعات تحقیقاتی متنوعی است که هم انسان و هم جانوران را دربر می‌گیرد و نیاز به تجزیه و تحلیل مکانیسم‌های پیچیده‌ای دارد که زمینه ارتباط بالقوه بین شیوه‌های مختلف رژیم غذایی، سلامتی و طول عمر است. تا سال ۲۰۲۱، هیچ شواهد بالینی مبنی بر اینکه هر نوع رژیم غذایی به طول عمر کمک می‌کند وجود ندارد.

## روزه‌داری
مفهوم روزه و طول عمر شامل پرهیز از غذا برای کاهش ابتلا به بیماری‌ها و افزایش طول عمر است. استفاده از روزه به قرن پنجم قبل از میلاد برمی‌گردد، همان‌طور که به پزشک یونانی بقراط نسبت داده می‌شود که پیشنهاد می‌کرد افراد مبتلا به بیماری‌های خاص باید از غذا یا نوشیدنی به عنوان درمان خودداری کنند. اگرچه سلامت می‌تواند تحت تأثیر رژیم غذایی، از جمله نوع غذاهای مصرفی، میزان کالری دریافتی، و مدت زمان و تناوب دوره‌های روزه‌داری باشد، هیچ شواهد بالینی خوبی مبنی بر افزایش طول عمر در انسان‌ها در اثر روزه‌داری تا سال ۲۰۲۱ وجود ندارد.

## محدودیت کالری
محدودیت کالری یک مداخله تحقیقاتی گسترده برای ارزیابی اثرات بر پیری است که به عنوان کاهش مداوم انرژی دریافتی رژیم غذایی در مقایسه با انرژی مورد نیاز برای حفظ وزن تعریف شده‌است. برای اطمینان از هموستاز متابولیک، رژیم غذایی در طول محدودیت کالری باید انرژی، ریزمغذی‌ها و فیبر کافی را تأمین کند. برخی از مطالعات روی میمون‌های رزوس نشان داد که محدود کردن کالری دریافتی سبب افزایش طول عمر می‌شود، در حالی که دیگر مطالعات روی جانوران تغییر چشمگیری را تشخیص ندادند. طبق تحقیقات اولیه در انسان، شواهد کمی وجود دارد که نشان دهد محدودیت کالری بر طول عمر انسان تأثیر می‌گذارد.